# Condado de Bjelovar-Bilogora
El condado de Bjelovar-Bilogora (en croata: Bjelovarsko-bilogorska županija) es un condado croata. La población del condado era de 133.084 habitantes en 2001. Su centro administrativo es la ciudad de Bjelovar.

## Ciudades y municipios
El condado de Bjelovar-Bilogora está dividido en 5 ciudades y 18 municipios:

### Ciudades
- - Bjelovar
  - Čazma
  - Daruvar
  - Garešnica
  - Grubišno Polje

### Municipios
- - Berek
  - Dežanovac
  - Đulovac
  - Hercegovac
  - Ivanska
  - Kapela
  - Končanica
  - Nova Rača
  - Rovišće
  - Severin
  - Sirač
  - Šandrovac
  - Štefanje
  - Velika Pisanica
  - Veliki Grđevac
  - Veliko Trojstvo
  - Velika Trnovitica
  - Zrinski Topolovac